# Puerto de San Isidro
Puerto de San Isidro är ett bergspass i Spanien.   Det ligger i provinsen Provincia de León och regionen Kastilien och Leon, i den norra delen av landet, 300 km norr om huvudstaden Madrid. Puerto de San Isidro ligger 1 507 meter över havet.
Terrängen runt Puerto de San Isidro är kuperad åt sydost, men åt nordväst är den bergig. Runt Puerto de San Isidro är det mycket glesbefolkat, med 3 invånare per kvadratkilometer. Närmaste större samhälle är Ruayer, 13,7 km väster om Puerto de San Isidro. Omgivningarna runt Puerto de San Isidro är en mosaik av jordbruksmark och naturlig växtlighet.